# Yoan Pablo Hernández
Yoan Pablo Hernández Suárez (* 28. Oktober 1984 in Pinar del Río) ist ein ehemaliger kubanisch-deutscher Boxer und IBF-Weltmeister im Cruisergewicht.

## Amateur
Hernández, ein 1,93 m großer Rechtsausleger, belegte 2001 bei der Weltmeisterschaft in der Altersklasse der Kadetten (U-17) den zweiten Platz. 2002 schlug er bei den Junioren-Weltmeisterschaften in Santiago de Cuba im Halbfinale der Schwergewichtsklasse Stefan Köber und gewann anschließend den Titel. Nachdem er dem kubanischen Superstar Odlanier Solís 2003 zwei Mal unterlag, ließen ihn die Trainer zehn Kilogramm abnehmen und im Halbschwergewicht (bis 81 kg) boxen.
Er gewann im Halbschwergewicht die Silbermedaille bei den Panamerikanischen Spielen 2003, wo er dem Mexikaner Ramiro Reducindo nach Punkten mit 20 zu 37 unterlag. Bei den Olympischen Spielen 2004 in Athen verlor er bereits in der Vorrunde gegen den russischen Doppelweltmeister Jewgeni Makarenko mit 18 zu 30. 2005 wurde er mit einem 22:18 Punktsieg über Luis Ortiz kubanischer Meister im Schwergewicht, nachdem Odlanier Solís ins Superschwergewicht gewechselt war.

## Profi
2005 setzte er sich nach einer Niederlage gegen Alexander Powernow beim Chemiepokal in Halle von der kubanischen Mannschaft ab und wurde Profi bei Wilfried Sauerland und trainiert unter Ulli Wegner. Hernández demonstrierte in seinen ersten beiden Profikämpfen eindrucksvoll seine Klasse. Im ICC Berlin gab er am 3. September 2005 sein Profidebüt gegen David Vicena. In seinem fünfzehnten Profikampf erlitt Hernández seine erste Niederlage gegen den ehemaligen Weltmeister Wayne Braithwaite. Obwohl er Braithwaite bereits in der 1. Runde am Boden hatte, verlor er in der 3. Runde durch Technisches K. o., nachdem er selbst dreimal zu Boden musste.
Am 1. Oktober 2011 gewann Hernández in Neubrandenburg den Weltmeisterschaftskampf der International Boxing Federation im Cruisergewicht gegen Steve Cunningham. Der Kampf wurde vom Ringrichter wegen zweier Cut-Verletzungen Hernández’ nach der 6. Runde auf Anraten des Ringarztes abgebrochen und ausgewertet. Ein Punktrichter wertete zugunsten Cunninghams, zwei Punktrichter werteten den Kampf zugunsten Hernández’, der somit den WM-Titel gewann. Auch den Rückkampf am 4. Februar 2012 in Frankfurt am Main gewann er nach 12 Runden nach Punkten.
Nach einem Punktesieg gegen Troy Ross (25-2) im September 2012, verteidigte er seinen Titel erst wieder am 23. November 2013 durch K. o. in der zehnten Runde gegen Alexander Alexejew. Am 16. August 2014 folgte die nächste Verteidigung; diesmal gewann Hernández umstritten gegen Firat Arslan nach Punkten.
Hernández musste aufgrund einer Verletzung am Knie eine für den 2. Oktober 2015 geplante Titelverteidigung gegen den Argentinier Victor Emilio Ramírez absagen, woraufhin die IBF ihm den Titel aberkannte und anschließend Ramírez zusprach. Daraufhin verkündete Hernández am 27. September 2015 aus gesundheitlichen Gründen sein Karriereende. Neben einer Knieoperation ist auch eine Operation am Ellenbogen erforderlich.

## Liste der Boxkämpfe
| Jahr                       | Tag           | Gegner/Kampfziel                                             | Ort                                             | Ergebnis              | Typ                      | Runden |
| -------------------------- | ------------- | ------------------------------------------------------------ | ----------------------------------------------- | --------------------- | ------------------------ | ------ |
| 2005                       | 3. September  | David Vicena                                                 | Internationales Congress Centrum Berlin, Berlin | Sieg                  | TKO                      | 2/4    |
| 2005                       | 10. September | Vladislav Druso                                              | Sportcenter Jumps, Berlin                       | Sieg                  | TKO                      | 1/4    |
| 2005                       | 12. November  | Mounir Chibi                                                 | Sporthalle Hamburg, Hamburg                     | Punktsieg             | Einstimmige Entscheidung | 4/4    |
| 2005                       | 10. Dezember  | Aleksejs Kosobokovs                                          | Arena Leipzig, Leipzig                          | Sieg                  | durch Disqualifikation   | 2/6    |
| 2006                       | 4. März       | Aleksejs Kosobokovs                                          | EWE Arena, Oldenburg                            | Punktsieg             | Einstimmige Entscheidung | 6/6    |
| 2006                       | 8. April      | Ervin Slonka                                                 | Saaltheater Geulen, Aachen                      | Sieg                  | RTD                      | 3/6    |
| 2006                       | 13. Mai       | Carl Gathright                                               | Stadthalle, Zwickau                             | Sieg                  | KO                       | 1/8    |
| 2006                       | 23. September | Jean Claude Bikoi                                            | Rittal Arena Wetzlar, Wetzlar                   | Punktsieg             | Einstimmige Entscheidung | 8/8    |
| 2006                       | 16. Dezember  | Jason Curry                                                  | Bigbox Allgäu, Kempten                          | Sieg                  | KO                       | 1/8    |
| 2007                       | 14. April     | Hector Alfredo Avila                                         | Porsche-Arena, Stuttgart                        | Punktsieg             | Einstimmige Entscheidung | 8/8    |
| 2007                       | 23. Juni      | Thomas Hansvoll                                              | Stadthalle, Zwickau                             | Sieg                  | KO                       | 1/8    |
| 2007                       | 18. August    | Daniel Bispo                                                 | Max-Schmeling-Halle, Berlin                     | Sieg                  | KO                       | 1/10   |
| 2007                       | 27. Oktober   | Ismail Abdoul                                                | Messe Erfurt, Erfurt                            | Punktsieg             | Einstimmige Entscheidung | 8/8    |
| 2007                       | 29. Dezember  | Mohamed Azzaoui                                              | Seidensticker Halle, Bielefeld                  | Sieg                  | KO                       | 1/12   |
| 2008                       | 29. März      | Wayne Braithwaite                                            | Sparkassen-Arena, Kiel                          | Niederlage            | TKO                      | 3/12   |
| 2008                       | 7. Juni       | Stefan Raaff                                                 | Karl Eckel Halle, Hattersheim                   | Sieg                  | RTD                      | 3/8    |
| 2008                       | 30. August    | Santiago De Paula                                            | Max-Schmeling-Halle, Berlin                     | Sieg                  | TKO                      | 5/8    |
| 2008                       | 25. Oktober   | Michael Simms                                                | Weser-Ems-Halle, Oldenburg                      | Mehrheitsentscheidung | 8/8                      |        |
| 2009                       | 28. Februar   | Micky Steeds                                                 | Jahnsportforum, Neubrandenburg                  | Sieg                  | KO                       | 5/8    |
| 2009                       | 9. Mai        | Aaron Williams                                               | Jako Arena, Bamberg                             | Punktsieg             | Einstimmige Entscheidung | 8/8    |
| 2009                       | 17. Oktober   | Enad Licina                                                  | O2 World Berlin, Berlin                         | Punktsieg             | Einstimmige Entscheidung | 12/12  |
| 2010                       | 13. März      | Cesar David Crenz                                            | Max-Schmeling-Halle, Berlin                     | Punktsieg             | Einstimmige Entscheidung | 12/12  |
| 2010                       | 5. Juni       | Zack Page                                                    | Jahnsportforum, Neubrandenburg                  | Punktsieg             | Einstimmige Entscheidung | 8/8    |
| 2010                       | 18. Dezember  | Ali Ismailov                                                 | Max-Schmeling-Halle, Berlin                     | Sieg                  | KO                       | 1/12   |
| 2011                       | 12. Februar   | Steve Herelius                                               | RWE Rhein-Ruhr Sporthalle, Mülheim an der Ruhr  | Sieg                  | KO                       | 7/12   |
| 2011                       | 1. Oktober    | Steve Cunningham IBF Weltmeisterschaft                       | Jahnsportforum, Neubrandenburg                  | Punktsieg             | Technische Entscheidung  | 6/12   |
| 2012                       | 4. Februar    | Steve Cunningham IBF Titelverteidigung                       | Fraport Arena, Frankfurt am Main                | Punktsieg             | Einstimmige Entscheidung | 12/12  |
| 2012                       | 15. September | Troy Ross IBF Titelverteidigung                              | Stechert Arena, Bamberg                         | Punktsieg             | Einstimmige Entscheidung | 12/12  |
| 2013                       | 23. November  | Alexander Wjatscheslawowitsch Alexejew IBF Weltmeisterschaft | Stechert Arena, Bamberg                         | Sieg                  | KO                       | 10/12  |
| 2014                       | 16. August    | Fırat Arslan IBF Weltmeisterschaft                           | Messe Erfurt, Erfurt                            | Punktsieg             | Geteilte Entscheidung    | 12/12  |
| (Quelle: BoxRec-Datenbank) |               |                                                              |                                                 |                       |                          |        |